# Bulbophyllum nemorosum
Bulbophyllum nemorosum är en orkidéart som först beskrevs av João Barbosa Rodrigues, och fick sitt nu gällande namn av Célestin Alfred Cogniaux. Bulbophyllum nemorosum ingår i släktet Bulbophyllum och familjen orkidéer. Inga underarter finns listade i Catalogue of Life.

## Bildgalleri

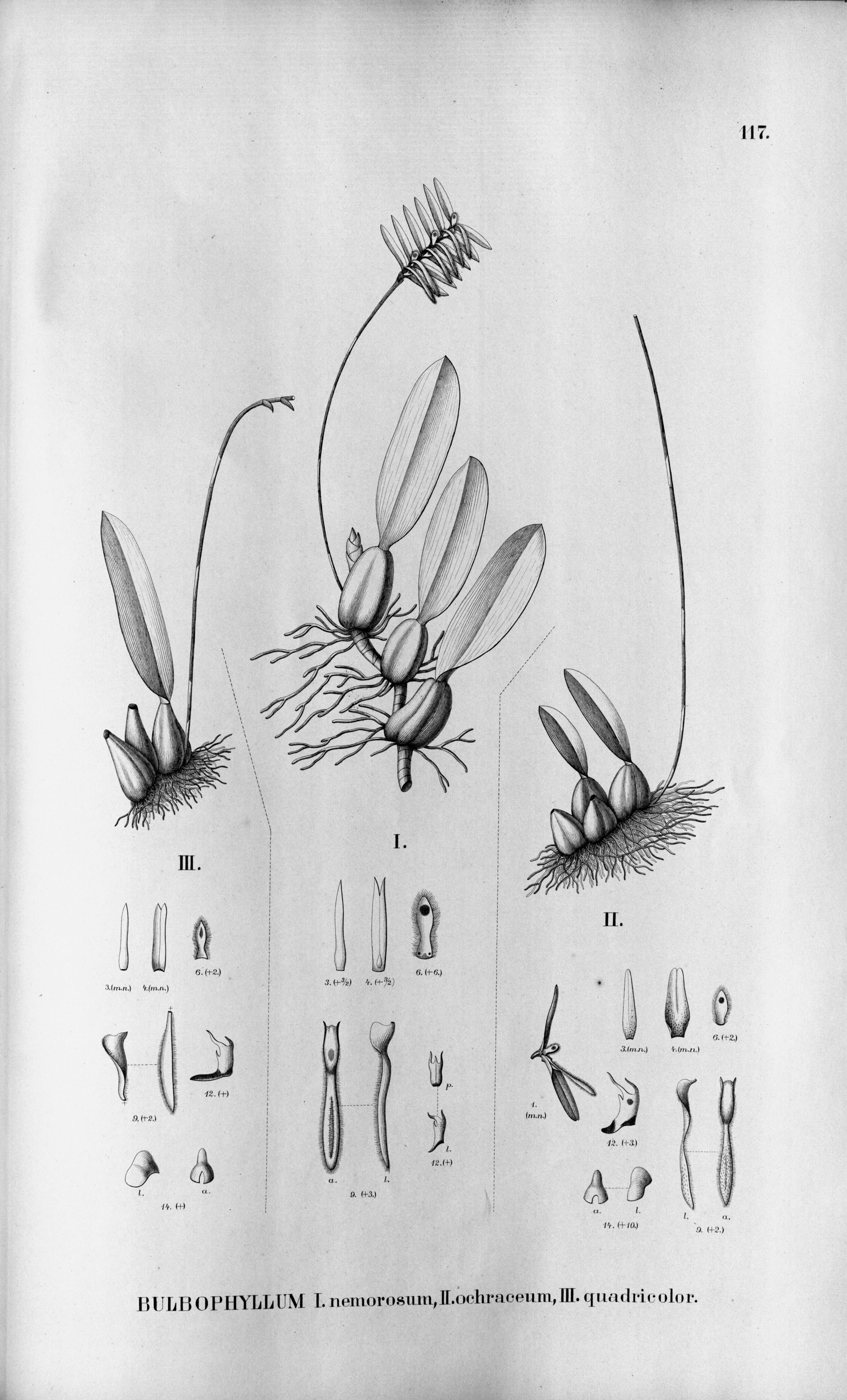